# Johan Edvard Nilsson
Johan Edvard Nilsson, född 23 februari 1884 i Brösarps socken, död 21 juni 1951 i Landskrona, var en svensk skolman och statsvetare.
Johan Edvard Nilsson var son till sparbankskamreraren Nils Nilsson. Han avlade mogenhetsexamen 1903 och studerade därefter vid Lunds universitet, blev filosofie kandidat 1907 och filosofie licentiat 1919. Efter tjänstgöring som extraordinarie amanuens vid Landsarkivet i Lund 1907–1909 och förordnanden som läroverkslärare i Lund, Helsingborg, Eslöv och Landskrona 1908–1920 utnämndes han till lektor i historia och modersmålet i Sundsvall 1921. Från 1930 var han rektor vid Landskrona högre allmänna läroverk. Han var som representant för Folkpartiet ledamot av stadsfullmäktige i Landskrona 1939–1946, ordförande i styrelsen för Statens tvångsarbetsanstalt där 1939–1944. Nilsson var 1913–1915 redaktionssekreterare i Statsvetenskaplig tidskrift och 1920–1921 sekreterare hos proportionsvalssakkunniga. Han utgav bland annat arbetena Balkanfrågan i dess viktigare skeden (1913), Författningsrevisionen 1918–1921 (1920, 2:a upplagan 1921), Det proportionella valsättet vid politiska val i vissa främmande länder (1921), Representationsproblemet genom tiderna (1927), avsnittet Borgarståndet i Frihetstidens maktägande ständer 1719–1772 (Sveriges riksdag, 1934) samt Sundsvalls historia. Tiden 1862–1888 (5, 1943).